# Zetorchestes pacificus
Zetorchestes pacificus är en kvalsterart som beskrevs av Sellnick 1959. Zetorchestes pacificus ingår i släktet Zetorchestes och familjen Zetorchestidae. Inga underarter finns listade i Catalogue of Life.